# Norwegian Long Haul

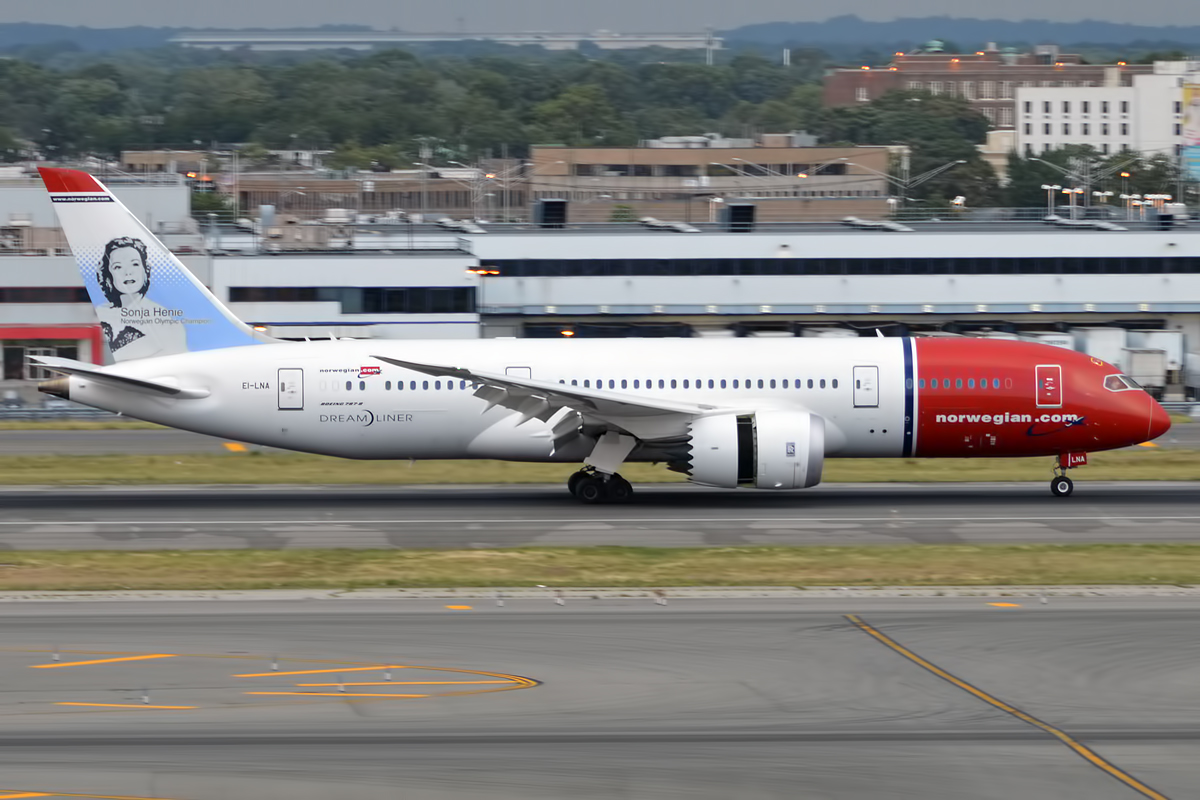
Boeing 787 Dreamliner Norwegian Long Haul

Norwegian Long Haul — колишня дочірня авіакомпанія Norwegian Air Shuttle. Створена 1 січня 2012, вона здійснює рейси до Європи, Азії та США за допомогою флоту Boeing 787 Dreamliner. Компанія зареєстрована в Дубліні та має штаб-квартиру в Дубліні у Bærum. Материнська компанія Norwegian Air Shuttle оголосила 14 січня 2021 року, що припинить усі рейси на великі відстані, та операції Norwegian Long Haul.

## Флот
Станом на листопад 2018: